# Grundzüge der Rechts- und Wirtschaftswissenschaft
Die Grundzüge der Rechts- und Wirtschaftswissenschaft waren eine juristische und wirtschaftswissenschaftliche Lehrbuchreihe in der Zeit des Nationalsozialismus.
Die Grundzüge erschienen in der Hanseatischen Verlagsanstalt in Hamburg unter ihrem Verleger Benno Ziegler. Sie wurden von den Kieler Hochschullehrern Georg Dahm, Karl August Eckhardt und Ernst Rudolf Huber als Herausgebern betreut. Die monographische Schriftenreihe war inhaltlich breiter aufgestellt als die bei Mohr Siebeck in Tübingen erscheinenden Grundrisse des Deutschen Rechts, die von den beiden Zivilrechtlern Heinrich Stoll und Heinrich Lange herausgegeben wurden.
Der Verlag sprach in seiner Werbung von einer „Gemeinschaftsarbeit einer einheitlichen Gruppe von jungen Kämpfern“, die „von einer einheitlichen politischen Grundhaltung durchdrungen“ seien. Auffällig war die Nähe zur „Neuen Rechtswissenschaft“ und die hohe Beteiligung der Mitglieder der sogenannten Kieler Schule. Die Reihe zählte zur amtlich empfohlenen Ausbildungsliteratur. Eckhardt stellte die Schriftenreihe auf dem Kitzeberger Lager in der Nähe von Kiel 1935 vor. Der Preis der Bände betrug zwischen drei und sechs Reichsmark. Alle Bände erschienen in einer kartonierten und einer gebundenen Ausgabe.
Zwischen 1936 und 1944 wurden insgesamt 16 von geplanten 31 Bänden in zwei Reihen vorgelegt. Folgende Bände sind erschienen:

Abt. A: Rechtswissenschaft
- Georg Dahm: Deutsches Recht. 1944.
- Heinrich Henkel: Das deutsche Strafverfahren. 1943.
- Ernst Rudolf Huber: Verfassung. 1937; 2. Auflage: Verfassungsrecht des Großdeutschen Reiches. 1939.
- Karl Larenz: Vertrag und Unrecht. 2 Teile, Teil 1: Vertrag und Vertragsbruch, Teil 2: Die Haftung für Schaden und Bereicherung, 1936/37.
- Theodor Maunz: Verwaltung. 1937.
- Franz Wieacker: Bodenrecht. 1938.
- Hans Würdinger: Gesellschaften. 2 Teile, Teil 1: Recht der Personalgesellschaften. 1937, Teil 2: Recht der Kapitalgesellschaften. 1943.

Abt. B: Wirtschaftswissenschaft
- Heinz Brauweiler: Sozialverwaltung. 1937.
- Otto Donner: Statistik. 1937, 2. und 3. Auflage 1942.
- Jens Jessen: Volk und Wirtschaft. Zugleich eine Einführung in das deutsche Wirtschaftsleben. 1935, 2. Auflage 1936.
- Jens Jessen: Grundlagen der Volkswirtschaftspolitik. 1938.
- Jens Jessen: Deutsche Finanzwirtschaft einschließlich Übersicht über die Geschichte der deutschen Finanzwirtschaft. 1938, 2. Auflage 1944.
- Martin Lohmann: Betriebswirtschaftslehre. Wirtschaftslehre der gewerblichen Unternehmungen. 1936, 2. Auflage 1943, 3. Auflage 1944.
- Günter Schmölders, Walther Vogel: Wirtschaft und Raum. 1937.
- Rudolf Stucken: Deutsche Geld- und Kreditpolitik. 1937.
- Emil Wehrle: Deutsches Genossenschaftswesen. 1937.

Geplant waren noch folgende Bände aus der Reihe A:
- Martin Busse: Bauernrecht.
- Karl August Eckhardt: Familie und Familienerbe.
- Karl August Eckhardt: Germanische Rechtsgeschichte.
- Reinhard Höhn: Volk und Staat.
- Karl Larenz: Einführung in die Rechtsphilosophie.
- Karl Michaelis: Rechtsstreit und Vollstreckung.
- Paul Ritterbusch: Verfassungsgeschichte der Neuzeit.
- Friedrich Schaffstein: Verbrechen und Strafe.
- Wolfgang Siebert: Arbeitsrecht.
- Wolfgang Siebert: Ware, Geld und Wertpapiere.
- Hans Würdinger: Handel und Gewerbe.

Geplant waren noch folgende Bände aus der Reihe B:
- Hermann Bente: Außenwirtschaft.
- Kurt Jeserich: Gemeindewirtschaft.
- Andreas Predöhl: Verkehr.
- Hans Weigmann: Wirtschaftsplanung.
- Erwin Wiskemann: Volkswirtschaftslehre.
- Erwin Wiskemann, Horst Wagenführ: Geschichte des Wirtschaftsdenkens.
- Hellmut Wollenweber: Bauernpolitik.